# Bougainville (A622)
Pour les autres navires du même nom, voir Bougainville (navire).
Le Bougainville est un bâtiment de soutien et d'assistance outre-mer (BSAOM) de la Marine française. Il fut nommé bâtiment multi-missions (B2M) jusqu’en janvier 2019. Sa date de lancement est le 26 février 2016 à Concarneau. Il rejoint Papeete en décembre où il est admis au service actif en remplacement du Révi. Il porte le nom du navigateur français Louis-Antoine de Bougainville.

## Histoire
Le navire est commandé au chantier Piriou par la Direction générale de l'Armement (DGA) le 30 décembre 2013. Il fait ses premiers essais en mer en mai 2016 .
Le 16 décembre 2016, il arrive à Papeete et reprend les missions de surveillance de la ZEE, transports et logistiques, assistances aux populations de Polynésie lors de catastrophes climatiques.
À la suite de l'échouement du cargo Thorco Lineage, le 23 juin 2018, sur l'atoll de Raroia, le B2M Bougainville intervient le 26 juin et parvient à le déséchouer. Au bout d'une heure, le câble de remorque cède et le Thorco Lineage est laissé à la dérive au large de l'Atoll. Finalement, le 30 juin c'est un remorqueur du Port autonome de Papeete qui le prend en charge pour le convoyer jusqu'à Papeete.